# Eudule pulchiocolora
Eudule pulchiocolora là một loài bướm đêm trong họ Geometridae.